# Thabo Mbeki
Thabo Mvuyelwa Mbeki (født 18. juni 1942) var fra 1999 præsident for Republikken Sydafrika.
Mbeki blev født i Transkei-regionen i Sydafrika, som søn Govan Mbeki (1910-2001), en tro støtte til African National Congress (ANC) og South African Communist Party. Mbeki har en master-grad i økonomi fra University of Sussex.
Mbeki meldte sig som 14-årig ind i African National Congress og blev dets repræsentant i udlandet i 1967. I 1984 blev han udnævnt til chef for ANC's informationsafdeling og i 1989 den internationale afdeling. I maj 1994 blev han en af Sydafrikas vicepræsidenter, da partiet opnåede absolut flertal, og i juni 1996 blev han republikkens eneste vicepræsident. Han efterfulgte Nelson Mandela som ANC's formand i december 1997 og som republikkens præsident i juni 1999; i april 2004 blev han valgt til sin anden præsidentperiode.
Efter at ANC's ledelse 20. september 2008 opfordrede ham til at forlade embedet, indgav han 21. september sin afskedsbegæring, og den 25. september 2008 blev han afløst på præsidentposten af Kgalema Motlanthe.